# 로마
로마(이탈리아어·라틴어: Roma)는 이탈리아의 수도이자 최대 도시로, 라치오주의 주도이며, 테베레강 연안에 있다. 로마시의 행정구역 면적은 1,285.31 km2이고, 대도시의 인구는 400만이 넘지만 밀라노나 나폴리 대도시에 비해 면적이 3~4배 넓은 편이고 되려 로마시의 면적과 밀라노와 나폴리의 대도시의 면적이 비슷하므로 세 도시 모두 300만 정도로 비슷한 규모의 도시라 볼 수 있다.
로마 건국 신화에 따르면 로마 건국 원년은 기원전 753년으로 2,500여년의 역사를 가진 것으로 얘기되지만, 인류는 3000여년 전에 이 지역에 정착하여 유럽에서 가장 오래된 도시를 형성한 것으로 알려져있다. 초기 로마는 라틴인, 에트루리아인, 그리고 사비니인으로 구성되었다. 한때는 서양 문명을 대표하는 도시로서 로마 제국의 수도였고, 로마 가톨릭교회의 중심지였으며, 그 역사 덕분에 유럽 문명 사회에서는 로마를 가리켜 ‘세계의 머리(Caput mundi)’, ‘영원한 도시(la Città Eterna)’라고 부른다. 서로마 제국 멸망 이후로 로마시는 서서히 교황의 정치적 영향을 받게 되었다. 서기 8세기부터 1870년까지 로마는 교황령의 수도가 되었다. 이탈리아의 통일 이후 1871년에 이탈리아 왕국의 수도가 되었고, 2차 세계대전 이후 지금까지 이탈리아의 수도로 자리잡고 있다. 또한 이탈리아에서 가장 큰 도시이다.
지중해성 기후의 영향으로 여름에는 고온건조하다. 원래는 로마의 일부였으나 교황령으로써 독립한 바티칸 시국이 자리잡고 있다. 법적으로는 엄연히 다른 나라이지만 역사·종교·문화적으로 이탈리아, 특히 로마와 매우 밀접한 관계가 있다. 역사적으로 유서 깊은 지역은 거리가 좁고 대부분이 테베레 강가의 동쪽에 위치해 있다. 로마의 과거의 영광의 흔적인 기념 석조물의 대부분은 이 지역에 있다. 과거의 민중사학적 믿음과 달리 로마는 파트리키 같은 강자에 호의적이고 빈자나 약자를 혐오했던 국가였을 가능성이 제기되고 있으며 이는 기독교가 빠르게 퍼진 원인으로 평가되기도 한다.

## 이름
고대 로마의 기원 설화에 따르면, '로마'라는 이름은 도시의 첫 번째 왕이자 설립자인 로물루스의 이름을 따 지어졌다고 한다. 하지만 오히려 학자들은 로물루스라는 이름이 도시 로마의 이름에서 유래했을 가능성을 따지고 있으며, 그 외에도 다른 학설들이 존재한다.
- Rumon, Rumen은 테베레강의 옛이름인데, '흐르다'라는 의미를 가진 라틴어 동사의 어원이기도 하다. 로마라는 단어가 이 동사에서 유래했을 가능성이 있다.
- '힘'을 뜻하는 그리스 단어에서 유래했을 가능성이 있다.

## 역사

### 로마가 세워지기 전
로마에서 무려 14,000년 전부터 사람이 살았다는 고고학적 증거가 나온 바 있다. 후대에 출토된 석기, 무기들도 이를 뒷받침하고 있다. 다만 이보다 나중에 만들어진 유적들의 잔해들이 워낙 조밀하게 모여있기 때문에, 구석기와 신석기 시대의 유적 연대 구분을 어렵게 하는 부분이 있다.  당시에는 팔라티노 언덕 위에 소규모의 마을들이 드문드문 흩어져 있는 형태로 작은 부락이 이루어져 있었으며, 도시의 형태를 완전히 갖추지는 못했다. 현재 이루어지고 있는 고고학적 연구에 따르면 청동기 시대와 철기 시대 사이에 팔라티노 언덕 위에 있었던 가장 큰 마을을 중심으로 주변 소규모 부족들이 연합하여 점진적으로 로마로 발전해나갔다는 설이 주류를 이루고 있다. 이와 같은 연합은 도시의 규모를 키워 농업, 수공업의 발전을 가능하게 했고 남부 이탈리아의 그리스 식민지들과의 무역을 촉진하는 역할을 하였다. 하지만 이와 같은 발견에도 불구하고, 로마의 신화에서 나온 것처럼 로물루스가 기원전 8세기에 도시 로마를 처음으로 세웠다는 학설도 존재하고 있다.

### 로마의 설립

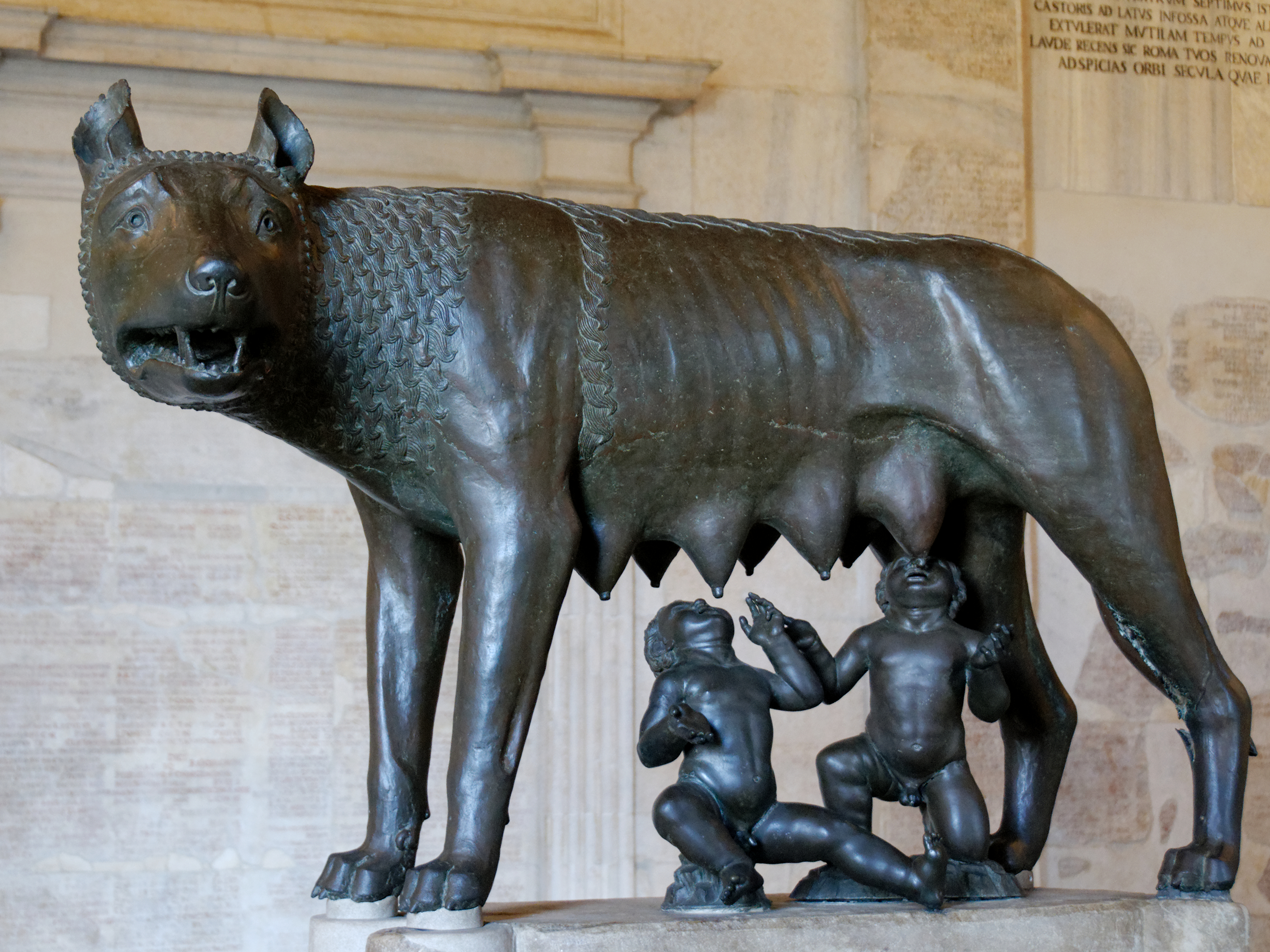
로물루스와 레무스에게 젖을 먹이는 카피톨리나 늑대상

고대 로마의 전설에 따르면, 로마는 기원전 753년 4월 21일, 고대 그리스의 영웅인 아이네아스의 선조이자 전쟁의 신 마르스의 쌍둥이 아들로 태어난 로물루스와 레무스 형제가 테베레 강가 동쪽에 위치한 로마의 일곱 언덕 가운데 하나인 팔라티노 언덕 위에 건설했다(로물루스와 레무스는 테베레 강가에 버려져 늑대 젖을 먹고 자랐다는 전설이 있다) 그러나 이후 형제 사이 불화로 싸움이 일어났고, 형인 로물루스가 동생 레무스를 죽이고 도시의 주도권을 차지했다고 한다. 그 후 로물루스는 자기의 이름을 따서 도시 국가의 이름을 로마라고 했고, 로마의 건국 시조로 추대받고 있다. 다만 고고학적으로는 이 땅에 사람들이 살기 시작한 때는 전설에서 말하는 것보다 더 빠르며, 기원전 8세기경, 북방에서 이탈리아반도로 이주해 온 민족이 테베레강 하구에 정착한 게 로마의 시초로 추정하고 있다. 기원전 8세기부터 시작되는 철기 시대 유적은 팔라티노 언덕에서 발견되었지만 전설과 사실은 꼭 일치하지 않는다.
고대 로마는 로마인이 라틴과 에트루리아, 삼니움, 사비니, 에퀴 등을 흡수하면서 탄생했다. 로마의 처음 유력한 정복 대상이자 강적은 에트루리아였는데, 로마 약탈 (BC390년)처럼 로마인이나 에트루리아나 집단적인 의식이 별로 없어서 자기들끼리 공격하거나 방관하기도 했다. 나중에 삼니움인이 에트루리아인, 갈리아인 등과 동맹하여 로마에 대항했으나 로마에 의해 센티눔 전투에서 패배한 후 삼니움 동맹이 붕괴하게 된다. 센티눔 전투 이후 로마는 대략적으로 두 종류의 식민지를 만들었는데, 하나는 착취용이었고 나머지 하나는 흡수용이었다. 로마인의 흡수용 식민지는 주로 이탈리아 지역이 나중에 로마로 흡수되거나 로마인 정체성을 어느 정도 갖게 되었으나 착취용 식민지인들은 나름 강대한 세력을 가진 경우 로마인들에게 격렬하게 저항하는 편이었다. 그러나 약한 자들은 착취만 당하다 패배하기도 했다. 고대 로마가 처음 시작했을 당시에는 왕과 귀족 가문 출신들이 우위를 점하여 귀족 출신들이 대대로 로마를 지배했다. 그러나 장관급은 세습직이 아니라서 누구든 반드시 경쟁 과정을 거쳐야 했다. 로마의 귀족들은 초기 로마를 압도적으로 지배하였으나 켄투리아 민회 등의 플레브스들이 파트리키들이 지배하는 쿠리아 민회에 불만을 가졌고, 결국 파트리키들은 평민들의 격렬한 반항으로 인하여 권력을 점진적으로 양보했다.  그러나 파트리키들과 평민들은 서로의 정체성과 세계관이 달라서 갈등이 지속되었고 많은 파트리키 가문이 최후까지 평민들을 거부하다 사라지고 나중엔 평민들과 결합한 가문들만이 남았다.

### 로마 제국
로물루스의 건국 이후 244년 동안 7명의 왕이 통치한 로마 왕정체제를 이뤘다. 기원전 509년에 마지막 왕이 폐위되었고, 이후 로마는 귀족들에 의해 주도되는 로마 공화정체제로 약 450년간 운영되었다. 로마는 기원전 2, 3세기에 세차례에 걸친 포에니 전쟁(기원전 264년-기원전 146년)과 마케도니아 전쟁(기원전 212년-기원전 168년)으로 지중해를 장악했고, 지중해의 가장 강력한 맹주로 떠오르게 된다. 이후 권력층 사이에 권력투쟁이 두드러지면서 가이우스 마리우스와 술라사이에 내전(기원전 88년-기원전 80년)이 발발했으며, 이후 스파르타쿠스의 반란(기원전 73-기원전 71)과, 카이사르와 폼페이우스, 크라수스의 제1차 삼두정치(기원전 59-기원전 54)가 뒤따르며 격변이 일어나게 된다.
카이사르는 갈리아 전쟁(기원전 58년-기원전 51년)을 성공적으로 마치고 폼페이우스와 카이사르 내전(기원전 49년-기원전 45년)의 승리를 통해 종신 독재관으로 권력을 잡지만, 기원전 44년 공화정 지지파인 브루투스등에 의해 암살당한다. 옥타비아누스, 안토니우스와 레피두스에 의한 제2차 삼두정치(기원전 43-33)가 뒤따랐지만, 기원전 31년 악티움 해전을 통해 옥타비아누스는 로마 유일의 권력자가 되어 로마제국시대를 열었다.

서기 117년 트라야누스 황제시절 로마제국의 최대 판도

기원전 27년부터 서기 68년까지 100여년간의 율리우스-클라우디우스 왕조가 네로 황제의 자살로 막을 내리고, 네 명의 황제의 해라 불린 서기 68년 내전의 승자인 베스파시아누스에 의해 플라비우스 왕조(서기 69-96)가 열린다. 플라비우스 왕조의 마지막 황제였던 도미티아누스 황제의 암살 이후, 로마제국의 황금기인 오현제 시대(96년-169년) 또는 팍스로마나 시대라 불리는 네르바-안토니누스 왕조가 뒤따랐다. 제국 최고의 명군으로 평가받는 트라야누스 황제시기(98년-117년)에, 로마제국의 영토는 최대가 된다. 이 시기 로마는 인구 수는 100여만명이 넘어가며, 당시로서는 세계 최대의 도시로 성장한다.
192년, 콤모두스 황제의 암살이후 내전이 벌어지고 셉티미우스 세베루스 황제가 패배하면서 세베루스 왕조(193년-235년)를 열게 된다. 하지만 얼마 지나지 않은 235년 세베루스 알렉산데르 황제의 암살 이후, 40여년간 20여명의 황제가 암살되고 바뀌는 혼란의 군인 황제 시대가 열리는데, 293년 디오클레티아누스 황제가 사두 정치를 창안하여 제국의 위기를 막으려 했다. 50여년간의 사두 정치 체계이후, 330년 콘스탄티누스 1세 황제때 현 이스탄불 위치에 있는 비잔티움을 콘스탄티노폴리스로 명명하고 천도하였고, 395년에 로마제국은 테오도시우스 1세 황제 사후 동로마제국과 서로마제국으로 갈라지게 된다.
로마제국의 수도는 사두 정치 체제때 로마시를 벗어나 지금의 밀라노인 메디올라눔, 현 터키지역의 니코메디아, 현 독일지역의 트리어, 현 세르비아지역의 시르미움 네 군데로 나눠 제국을 통치하였고, 이후 동로마제국은 콘스탄티노폴리스, 서로마제국은 이후 라벤나로 천도하면서, 로마시는 정치적 중요성을 잃게 된다.
4, 5세기에 훈족이 동쪽으로 이동하고, 서고트족이나 반달족의 약탈을 받으며 서로마제국은 쇠약해지기 시작한다. 410년에 서고트족에 의해 로마가 함락(로마 약탈 (410년))되고, 455년에는 반달족에 의해 로마가 다시 함락(로마 약탈 (455년))된다. 476년, 게르만 용병 장군 오도아케르는 로물루스 아우구스툴루스를 폐위시키고, 결국 서로마제국은 멸망하게 된다.

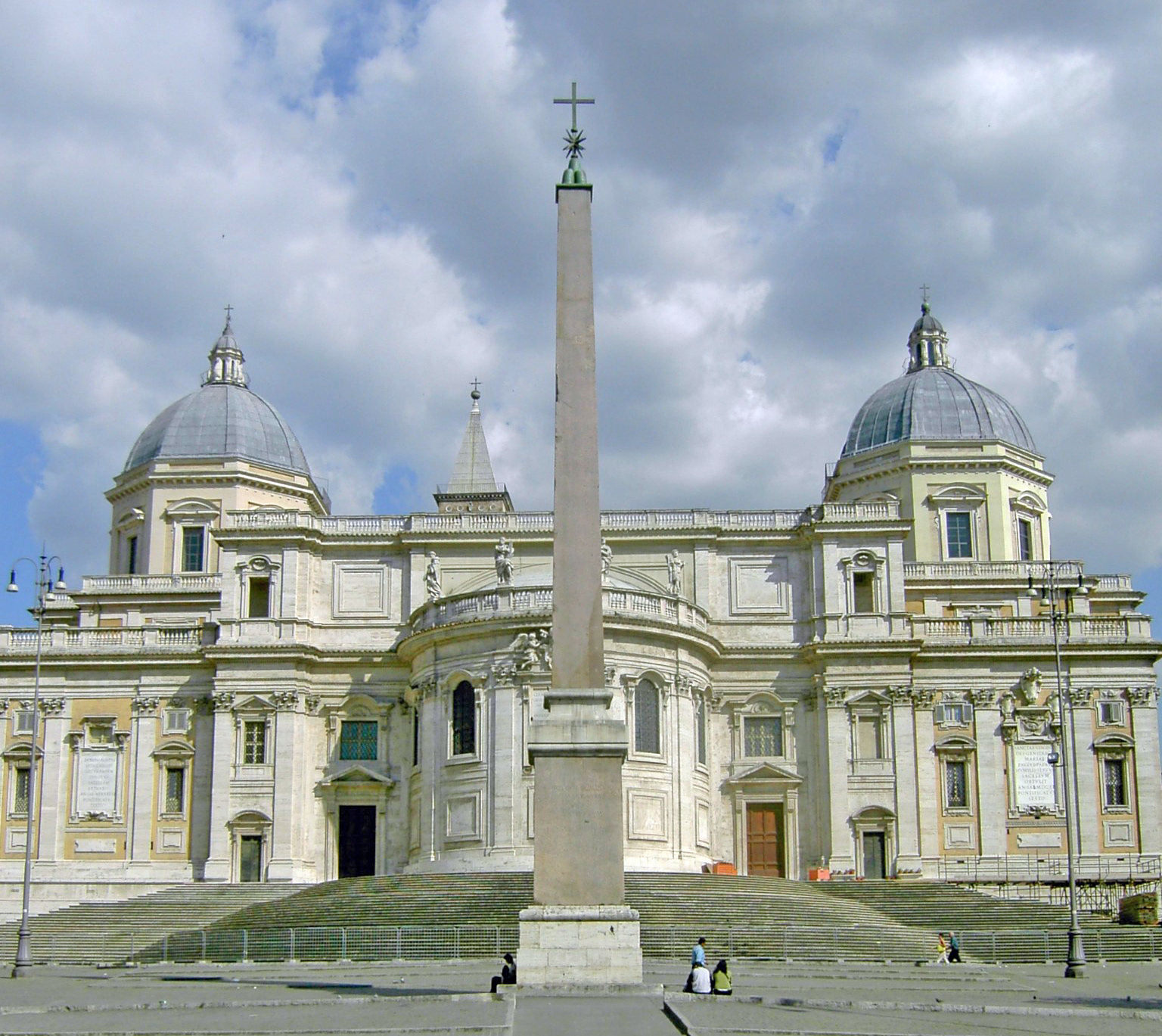
산타 마리아 마조레 대성당

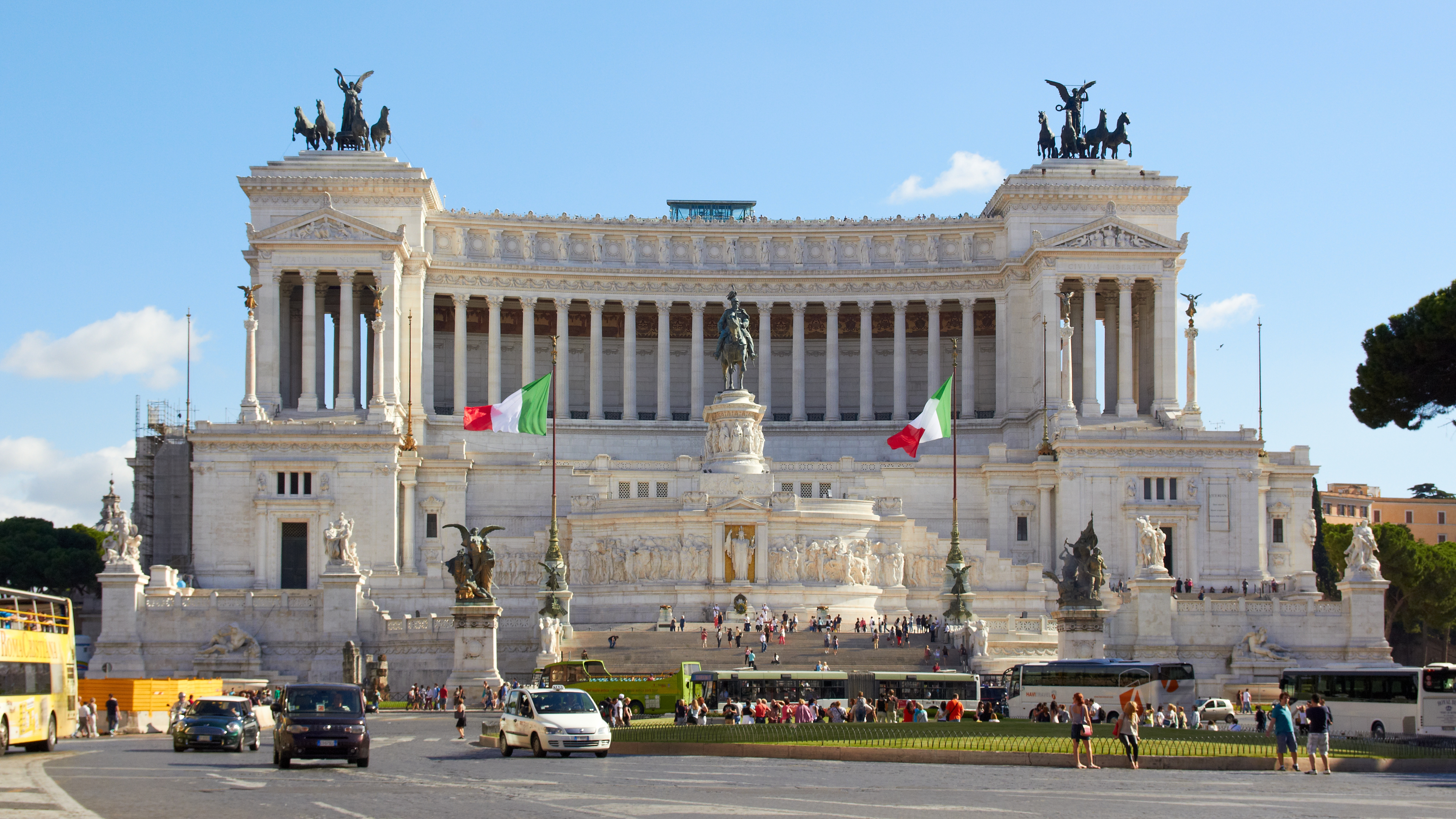
Vittorio Emanuele Ⅱ Monument, Roma

### 르네상스의 중심지
6세기 이후 동고트 왕족을 정복한 동로마 제국과 랑고바르드 왕국 등 몇몇 게르만족 왕국의 지배를 거쳐 프랑크 왕국의 샤를마뉴의 손아귀에 떨어졌다. 샤를마뉴의 기부장에 따르면 800년 샤를마뉴가 로마 교황청에 로마의 지배권을 주었다고 하나, 오늘날에는 이 문서가 위조된 것이라는 견해가 지배적이다. 15세기 중반 이후, 교황령의 수도로서 다시 번창해진 로마는 르네상스 문화의 중심지로 자리잡았다. 교황 니콜라오 5세의 치세에는 성벽 개수, 궁전 건설, 교회 수복 공사 등이 이루어졌다. 그에 따라 유명한 예술가나 건축가들이 대거 로마에서 활동하게 되었으며, 15세기 말엽에는 미켈란젤로, 브라만테, 라파엘로 등의 거장들이 교황을 위해 예술활동에 전념하였다. 그러나 1527년 신성로마제국의 루터교 용병들의 침략을 받아 황폐화되면서(이른바 로마 약탈 사건) 르네상스 시대는 그 막을 내리게 되었다. 아울러 가옥들이 어수선하고 밀집한 형태를 띤 중세의 도시가 근대화 되기 시작한 때는 16세기 말의 교황 식스토 5세의 시대로, 포폴로 광장에서 도시 중심부로 이어지는 세 개의 도로를 닦았으며, 광장과 샘도 만들어 찬란했던 로마의 모습을 되살려냈다. 성 베드로 대성당의 공사가 끝난 때도 이 시대이다. 대응 종교 개혁 시대 로마의 특징인 바로크 양식은 17세기의 건축물에서 많이 찾아볼 수 있다. 이 시대에 베르니니나 보로미니와 같은 조각가와 건축가들이 로마의 외관을 바꾸어갔다. 18세기에는 교황의 통치 아래 비교적 평화로운 시대를 맞이하고 있었다. 스페인 계단 등에서 볼 수 있는 18세기 전반의 로코코 양식의 건물은 이윽고 신고전주의라는 독특한 건물로 대체되었다. 1797년 나폴레옹 1세는 군대를 이끌고 로마를 점령, 다수의 귀중한 미술품을 약탈하였다. 나폴레옹 1세가 몰락한 후 빈 회의의 결정에 따라 로마는 다시 교황령이 되었다.

### 현재
제2차 세계대전 이후, 항공기의 발달 덕분에 대한민국을 포함한 아시아나 미국 등 비유럽 지역에서도 다수의 관광객이 방문하고 있다. 오늘날에는 파리나 런던, 마드리드 등과 더불어 유럽을 대표하는 관광도시로서 사랑받고 있다. 제2차 세계대전 이후 로마는 급격히 성장하여, 밀라노를 제치고 이탈리아에서 인구가 가장 많은 도시가 되었다. 이탈리아의 정치, 행정적 기능이 집중된 행정수도이자 로마 가톨릭교회의 본부격인 로마 교황청이 소재한 바티칸 시국이 위치하고 있으며, 국제기관의 관청이 다수 진출해 있는 등 세계적으로 매우 중요한 도시의 역할을 하고 있다. 아베베가 맨발로 뛴 것으로 유명한 1960년 하계 올림픽이 이 곳에서 개최되었다.

## 행정

### 지역 정부

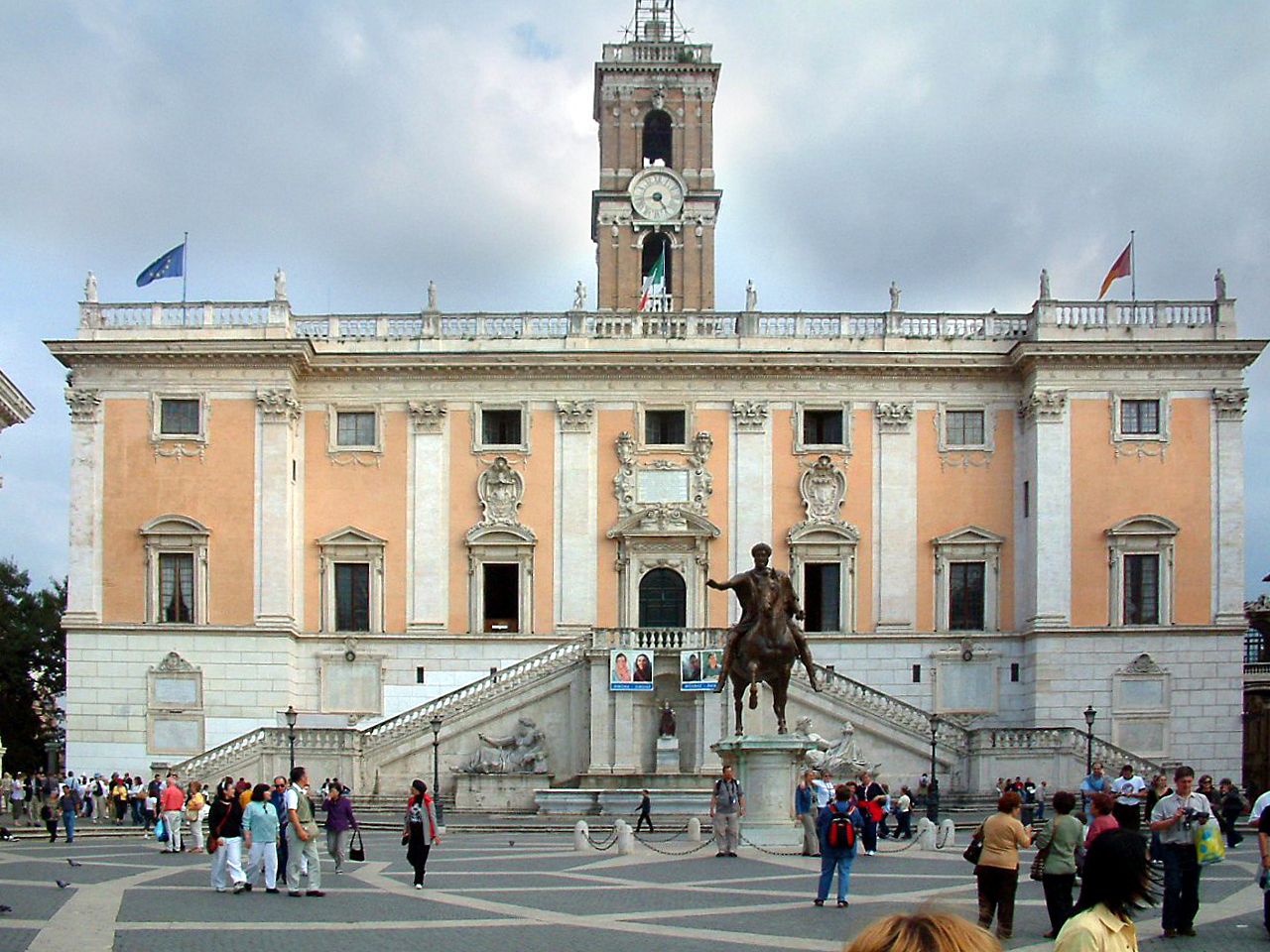
로마의 시청사인 세나토리오 궁전

로마는 '로마 카피탈레 (Roma Capitale, 수도 로마)'란 이름으로 특별 코무네 지위에 올라 있으며, 이탈리아 전 코무네 8,101개 중에서 면적과 인구 모두 제일 큰 코무네이다. 로마 코무네 행정청은 역사상 로마 행정부의 소재지였던 카피톨리노 언덕의 세나토리오 궁전에 자리해 있다. 흔히 로마의 지방 정부를 가리킬 때 이 언덕의 이탈리아어 이름인 '캄피돌리오'라고 부르기도 한다.

#### 행정 구역 및 역사

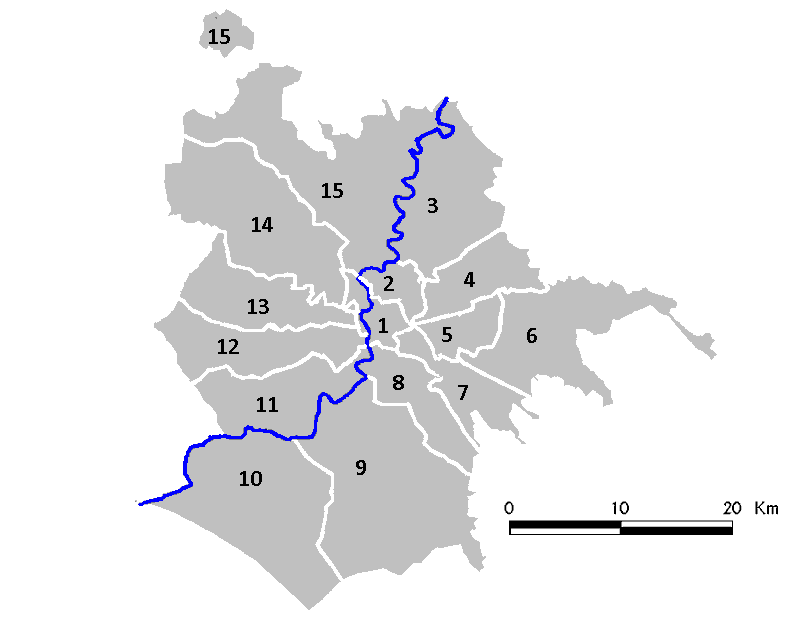
로마의 무니치피오

로마는 1972년부터 '무니치피오' (municipio, 복수형은 무니치피 (municipi), 2001년까지는 시르코시치오니 (circoscizioni))라는 이름의 행정 구역으로 세분화됐다. 무니치피오는 시내 분권화를 확대한다는 행정 근거를 이유로 설치됐다. 각 무니치피오는 주민이 뽑은 대표와 네 명의 의원이 5년씩 행정을 맡는다. 무니치피오들은 반대로 행정상에 적용되진 않으나 예로부터 전해오는 로마의 각 구역들의 경계와 겹치는 경우가 꽤 많다. 로마의 무니치피오는 처음엔 20개였다가 하나를 제해 19개로 줄었으며, 2013년에는 15개로 다시 축소됐다.
로마는 앞서 언급했다시피 각기 다른 형태의 비행정 구역으로도 나뉜다. 역사 중심부 지역은 22개 리오네로 세분되며, 프라티와 보르고만 제외하면 모두 아우렐리아누스 성벽 내에 자리해 있다.
리오네는 고대 로마의 14구에서 출발해 중세에 리오네로 발전한 것에서 비롯되었다. 르네상스 시대 교황 교황 식스토 5세 시기에는 다시 14개 지역에 이르렀고, 마침내 1743년 교황 베네딕토 14세가 각 리오네의 경계를 획정했다.
나폴레옹 점령 시기에는 새로운 행정 구역이 잠깐 적용됐으며, 이후 체계상의 큰 변동은 없었다. 그러다 1870년 이탈리아의 세번째 수도로 로마가 되었고, 신수도의 필요성은 아우렐리아누스 성벽 안팎의 도시화와 인구 폭증으로 이어졌다. 이로 인해 1874년에는 새롭게 도시화된 지구였던 몬티 리오네에서 15번째 리오네인 에스퀼리노가 갈라져 나왔으며, 20세기에 들어서면서 나머지 리오네들도 속속 생겨났다 (마지막은 1921년 신설된 프라티 리오네로, 교황 우르바노 8세 성벽 외곽에 있는 유일한 리오네였다). 이후부터는 로마 시의 새로운 행정 구역명으로 '콰르티에레 (quartiere)'가 사용됐다. 오늘날 모든 리오네는 제1무니치피오의 일부로 속해 있으며, 이 때문에 제1무니치피오는 역사 중심부 (Centro Storico)의 범위와 완전히 일치한다.

### 광역 및 지방 정부
로마는 2015년 1월 1일부로 로마 수도 광역시의 행정 중심지가 되었다. 이 로마 수도 광역시는 로마 광역권에 북쪽으로 치비타베키아까지 뻗어나갔던 구 로마현을 대체했다. 로마 수도 광역시의 면적은 총 5,353제곱미터로 이탈리아에서 가장 크며, 리구리아주에 맞먹는다. 이와 더불어 로마는 라치오주의 주도이기도 하다.

### 행정 수도
로마는 이탈리아의 수도이며 이탈리아 정부의 소재지이다. 이탈리아 공화국 대통령과 이탈리아 공화국 총리의 공식 소재지, 이탈리아 의회의 양원 의사당 소재지, 그리고 이탈리아 헌법재판소 소재지는 모두 로마의 역사 중심부 내에 있다. 국가 행정기관들 역시 시내 전반에 걸쳐 있으며, 대표적으로 올림픽 스타디움 부근 파르네시나 광장에 자리한 이탈리아 외교부 청사를 들 수 있다.

## 관광지

### 고대 로마 유적
- 도무스 아우레아
- 로마 가도
  - 아우렐리아 가도
  - 카시아 가도
  - 플라미니아 가도
  - 팔라티노 언덕 Monte Palatino
  - 아피아 가도
- 아우구스투스 영묘
- 카라칼라 욕장
- 콜로세움
- 판테온
- 포로 로마노(포룸 로마눔)

### 광장·공원.분수대
- 나보나 광장
- 캄피돌리오 광장 Piazza di Campidoglio
- 마르쿠스 아루렐리우스의 상
- 라테라노 광장 Piazza Laterano
- 분수대(캄피돌리오 언덕에서 정면으로 보이는 분수대,세나토리오 궁)
- 마르첼로 극장의 유적
- 베네치아 광장 Piazza Venezia
- 트레비 분수 Fontana di Trevi
- 콜론나 광장 Piazza Colonna
- 캄포 데이 피오리 광장 Piazza di Campo dei Fiori

### 성당
- 산 조반니 인 라테라노 대성당
- 산타 마리아 마조레 대성당
- 산 파올로 푸오리 레 무라 대성당
- 산 로렌초 푸오리 레 무라 성당
- 산 피에트로 인 빈콜리 성당 Basilica di San Pietro in Vincoli
- 산타 마리아 인 아라코엘리 성당
- 도미네 쿼 바디스 성당 Chiesa di Domine Quo Vadis
- 산타 마리아 소프라 미네르바 성당 Chiesa di Santa Maria Sopra Minerva
- 산 안드레아 델라 발레 성당 Sant' Andrea della Valle

### 궁전
- 라테라노 궁전
- 알템프스 궁전 Palazzo Altemps(로마 국립 박물관)
- 퀴리날레 궁전 palazzo del Quirinale

### 미술관·박물관
- 카피톨리니 미술관 Museo Capitolino
- 악기 박물관 Museo Nazionale degli Strumenti Musicali
- 베네치아 궁전 박물관 Museo Nazionale del Palazzo di Venezia

### 그 외
- 산탄젤로 성
- 치르코 마시모 Circo Massimo (고대 전차 경주장)
- 진실의 입 Bocca della Verita
- 헤라클레스 신전 Tempio di Ercole Vincitore

## 인구
| 연도                | 인구      | ±%     |
| ------------------- | --------- | ------ |
| 1861                | 194,500   | —      |
| 1871                | 212,432   | +9.2%  |
| 1881                | 273,952   | +29.0% |
| 1901                | 422,411   | +54.2% |
| 1911                | 518,917   | +22.8% |
| 1921                | 660,235   | +27.2% |
| 1931                | 930,926   | +41.0% |
| 1936                | 1,150,589 | +23.6% |
| 1951                | 1,651,754 | +43.6% |
| 1961                | 2,188,160 | +32.5% |
| 1971                | 2,781,993 | +27.1% |
| 1981                | 2,840,259 | +2.1%  |
| 1991                | 2,775,250 | −2.3%  |
| 2001                | 2,663,182 | −4.0%  |
| 2011                | 2,617,175 | −1.7%  |
| 2017                | 2,876,051 | +9.9%  |
| Source: ISTAT, 2001 |           |        |

## 기후
| 로마 (로마 참피노 공항)의 기후                                     | 로마 (로마 참피노 공항)의 기후 | 로마 (로마 참피노 공항)의 기후 | 로마 (로마 참피노 공항)의 기후 | 로마 (로마 참피노 공항)의 기후 | 로마 (로마 참피노 공항)의 기후 | 로마 (로마 참피노 공항)의 기후 | 로마 (로마 참피노 공항)의 기후 | 로마 (로마 참피노 공항)의 기후 | 로마 (로마 참피노 공항)의 기후 | 로마 (로마 참피노 공항)의 기후 | 로마 (로마 참피노 공항)의 기후 | 로마 (로마 참피노 공항)의 기후 | 로마 (로마 참피노 공항)의 기후 |
| 월                                                                 | 1월                            | 2월                            | 3월                            | 4월                            | 5월                            | 6월                            | 7월                            | 8월                            | 9월                            | 10월                           | 11월                           | 12월                           | 연간                           |
| ------------------------------------------------------------------ | ------------------------------ | ------------------------------ | ------------------------------ | ------------------------------ | ------------------------------ | ------------------------------ | ------------------------------ | ------------------------------ | ------------------------------ | ------------------------------ | ------------------------------ | ------------------------------ | ------------------------------ |
| 역대 최고 기온 °C (°F)                                             | 20.8 (69.4)                    | 23.0 (73.4)                    | 26.6 (79.9)                    | 30.0 (86.0)                    | 34.2 (93.6)                    | 39.3 (102.7)                   | 39.7 (103.5)                   | 40.6 (105.1)                   | 40.0 (104.0)                   | 32.0 (89.6)                    | 26.1 (79.0)                    | 21.2 (70.2)                    | 40.6 (105.1)                   |
| 일평균 최고 기온 °C (°F)                                           | 12.0 (53.6)                    | 13.0 (55.4)                    | 15.8 (60.4)                    | 18.8 (65.8)                    | 22.3 (72.1)                    | 28.1 (82.6)                    | 31.0 (87.8)                    | 31.6 (88.9)                    | 26.7 (80.1)                    | 22.2 (72.0)                    | 16.9 (62.4)                    | 12.7 (54.9)                    | 21.0 (69.8)                    |
| 일일 평균 기온 °C (°F)                                             | 7.5 (45.5)                     | 8.0 (46.4)                     | 10.7 (51.3)                    | 13.6 (56.5)                    | 18.0 (64.4)                    | 22.5 (72.5)                    | 25.1 (77.2)                    | 25.4 (77.7)                    | 21.0 (69.8)                    | 17.0 (62.6)                    | 12.4 (54.3)                    | 8.5 (47.3)                     | 15.8 (60.4)                    |
| 일평균 최저 기온 °C (°F)                                           | 3.4 (38.1)                     | 3.4 (38.1)                     | 5.9 (42.6)                     | 8.6 (47.5)                     | 12.6 (54.7)                    | 16.7 (62.1)                    | 19.3 (66.7)                    | 19.8 (67.6)                    | 16.0 (60.8)                    | 12.4 (54.3)                    | 8.5 (47.3)                     | 4.7 (40.5)                     | 10.9 (51.6)                    |
| 역대 최저 기온 °C (°F)                                             | −11.0 (12.2)                   | −6.9 (19.6)                    | −6.5 (20.3)                    | −2.4 (27.7)                    | 1.8 (35.2)                     | 5.6 (42.1)                     | 9.1 (48.4)                     | 9.3 (48.7)                     | 4.3 (39.7)                     | 0.8 (33.4)                     | −5.2 (22.6)                    | −6.6 (20.1)                    | −11.0 (12.2)                   |
| 평균 강수량 mm (인치)                                              | 65.6 (2.58)                    | 62.8 (2.47)                    | 58.6 (2.31)                    | 68.6 (2.70)                    | 56.9 (2.24)                    | 30.1 (1.19)                    | 19.8 (0.78)                    | 30.2 (1.19)                    | 64.9 (2.56)                    | 88.1 (3.47)                    | 108.2 (4.26)                   | 98.3 (3.87)                    | 752.0 (29.61)                  |
| 평균 강수일수 (≥ 1.0 mm)                                           | 7.40                           | 7.48                           | 6.85                           | 7.42                           | 5.54                           | 3.38                           | 2.16                           | 2.20                           | 6.00                           | 7.32                           | 8.84                           | 9.44                           | 74.03                          |
| 평균 상대 습도 (%)                                                 | 75.8                           | 71.5                           | 70.6                           | 70.4                           | 69.0                           | 65.4                           | 63.3                           | 64.1                           | 69.1                           | 74.0                           | 77.9                           | 77.2                           | 70.7                           |
| 평균 월간 일조시간                                                 | 155.9                          | 171.9                          | 203.1                          | 221.1                          | 276.5                          | 298.8                          | 337.6                          | 320.2                          | 237.9                          | 200.6                          | 153.3                          | 146.9                          | 2,723.9                        |
| 출처 1: 미국 해양대기청 (평년값: 1991년~2020년, 극값: 1944년~현재) |                                |                                |                                |                                |                                |                                |                                |                                |                                |                                |                                |                                |                                |
| 출처 2: Temperature estreme in Toscana                             |                                |                                |                                |                                |                                |                                |                                |                                |                                |                                |                                |                                |                                |

## 스포츠

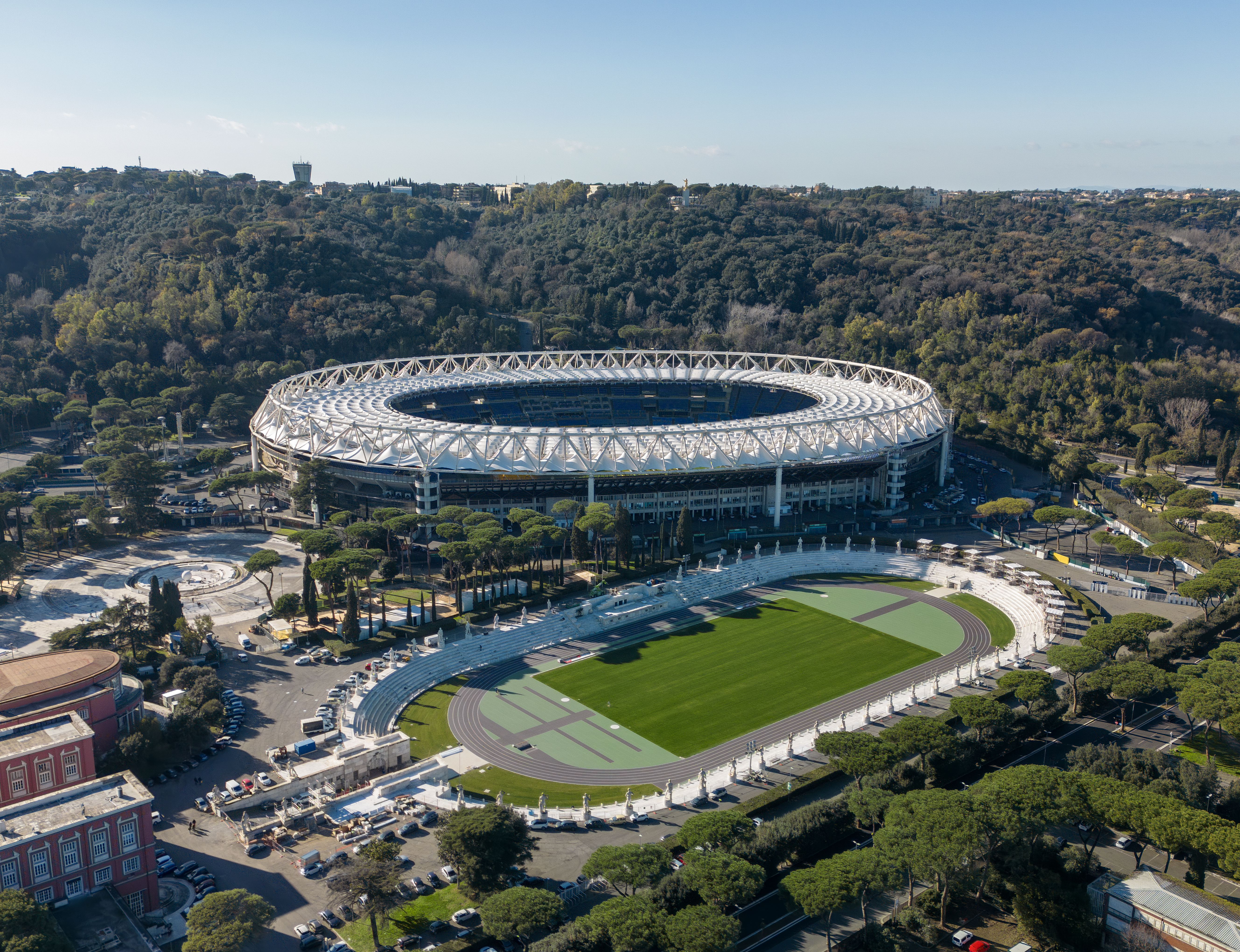
스타디오 올림피코, 유럽에서 가장 규모가 큰 경기장들 중 하나로 관중 인원 70,000명을 수용할 수 있다.

축구는 로마에서 가장 인기있는 스포츠이다. 로마는 1934년과 1990년 FIFA 월드컵의 결승전을 개최한 적이 있다. 이 두 결승전이 열렸던 스타디오 올림피코는 로마의 스포츠 문화를 대변하는 경기장이자 세리에 A에 속한 AS 로마와 SS 라치오의 홈 경기장이다. AS 로마에서 프란세스코 토티 선수와 다니엘레 데 로시 선수는 모두 로마 태생이며 특별히 인기가 많다. 아틀레티코 로마는 레가 프로 프리마 디비시오네에서 마이너 팀으로 활약하고 있으며, 홈 경기장은 스타디오 플라미니오이다.
로마는 1960년 하계 올림픽을 성공적으로 개최했다. 빌라 보르게세나 카라칼라 욕장 등의 고대 유적을 경기장으로 사용하기도 했고, 올림픽 경기를 위해서 올림픽 스타디움, 빌라지오 올림피코 등을 새로 만들었다.
럭비 유니온은 더 많은 영역을 확보해 나가고 있다. 스타디오 플라미니오 경기장은 2000년부터 식스 네이션스에서 활동하는 이탈리아 럭비 국가대표팀의 홈구장으로 사용되고 있다. 또한 로마는 유니오네 럭비 카피톨리나, 럭비 로마, S.S. 라치오 같은 지방 럭비 팀들의 고향이기도 하다.
매년 5월이 되면 로마는 포로 이탈리코 클레이 코트에서 ATP 월드 투어 마스터스 1000의 테니스 토너먼트 대회를 개최한다. 사이클은 제2차 세계 대전 기간까지만 해도 인기가 있었으나, 요즘에는 그 인기가 식은 상태이다. 로마는 1989년과 2000년에 지로 디탈리아 결승전을 두 번 개최한 적이 있다. 로마는 그 외의 스포츠 팀들, 예로 들어 농구 (비르투스 로마), 배구 (M. 로마 발리), 핸드볼, 워터 폴로 팀들의 고향이기도 하다.

## 자매 도시

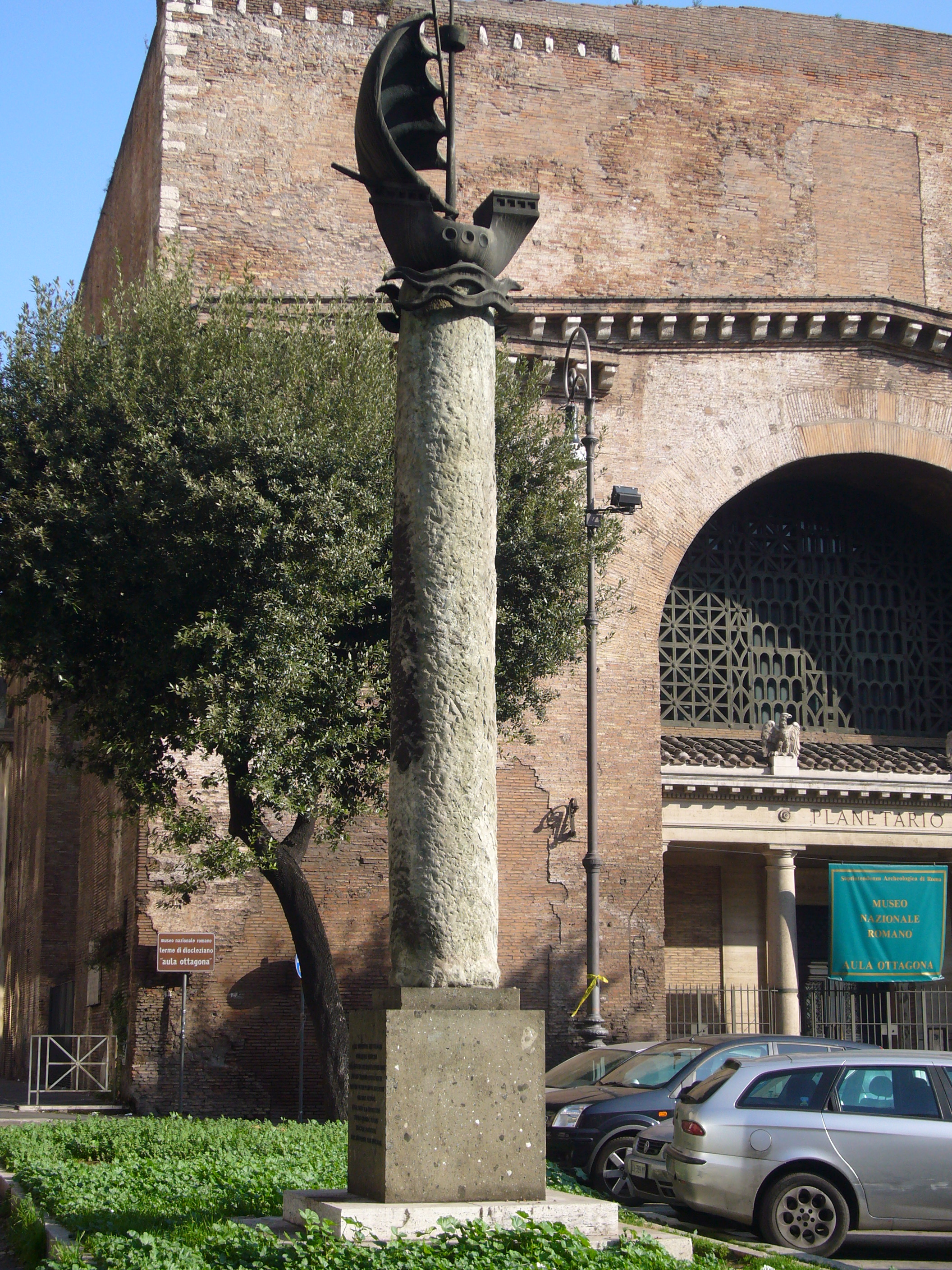
1956년에 파리 시에게 선물한 디오클레티아누스의 욕장 유적에서 발견된 원주

로마 시는 1956년부터 파리 시와 독자적으로 파트너 도시 결연을 맺었다.
- 프랑스 파리

(프랑스어) Seule Paris est digne de Rome; seule Rome est digne de Paris.
(이탈리아어) Solo Parigi è degna di Roma; solo Roma è degna di Parigi.
"파리야말로 로마에게 어울리는 도시며, 로마야말로 파리에게 어울리는 도시다."
로마의 자매 도시는 다음과 같다.
| - 볼리비아 아차카치 - 알제리 알제 - 중화인민공화국 베이징 - 세르비아 베오그라드 - 브라질 브라질리아 - 이집트 카이로 - 우크라이나 키이우 - 폴란드 크라쿠프 |  | - 영국 런던 - 파키스탄 물탄 - 인도 뭄바이 - 스페인 마드리드 - 스페인 마르벨라 - 캐나다 몬트리올 - 불가리아 플로프디프 |  | - 인도 뉴델리 - 대한민국 서울 - 오스트레일리아 시드니 - 알바니아 티라나 - 일본 도쿄 - 벨기에 통에런 - 튀니지 튀니스 - 미국 워싱턴 DC |

## 흥미로운 사실
- 구글 어스에서 로마시의 옛 모습을 볼 수 있다.

(영어) Ancient Rome 3D

## 같이 보기
- SPQR